# St. Johann (Gemeinde Straßburg)
St. Johann ist eine Ortschaft in der Stadtgemeinde Straßburg im Bezirk St. Veit an der Glan in Kärnten. In dem Dorf leben 35 Einwohner (Stand 1. Jänner 2024).

## Lage
St. Johann liegt im Gurktal, am Südwestrand der Gemeinde Straßburg, zwischen den Gemeindehauptorten Straßburg-Stadt und Gurk.
Zur Ortschaft gehören unter anderem in der Nähe der ehemaligen Filialkirche St. Johann die Häuser Aichbauer-Keusche (Nr. 1), Stein-Keusche (Nr. 3), Pratz-Hube (Nr. 4), Stachl-Hube (Nr. 6) sowie südwestlich davon, zwischen Gurktal Straße und Gurkfluss, Koller-Hube (Nr. 7) und Mayerhofer-Keusche (Nr. 8).

## Baudenkmale
Die ehemalige katholische Filialkirche St. Johann im Tale liegt nordöstlich des Ortes. Der kleine profanierte Bau mit einem romanischen Langhaus, einem polygonal schließenden gotischen Chor von 1597 mit Strebepfeilern hat ein rundbogiges West-Portal (Listeneintrag).

## Geschichte
1169 wird die Kirche St. Johann urkundlich erwähnt.
Seit Gründung der Ortsgemeinden Mitte des 19. Jahrhunderts gehört St. Johann zur Gemeinde Straßburg. 
1924 beschloss die Kärntner Landesregierung eine Änderung der Grenze zwischen den Gemeinden Gurk und Straßburg, durch die die Ortschaft St. Johann an die Gemeinde Gurk gefallen wäre. 1925 wurde dieser bis dahin noch nicht umgesetzte Beschluss abgeändert; St. Johann verblieb in der Gemeinde Straßburg.

## Bevölkerungsentwicklung
Für die Ortschaft ermittelte man folgende Einwohnerzahlen:
- 1869: 7 Häuser, 54 Einwohner[4]
- 1880: 7 Häuser, 57 Einwohner[5]
- 1890: 7 Häuser, 57 Einwohner[6]
- 1900: 8 Häuser, 57 Einwohner[7]
- 1910: 7 Häuser, 62 Einwohner[8]
- 1923: 6 Häuser, 53 Einwohner[9]
- 1934: 35 Einwohner[10]
- 1951: 5 Häuser, 24 Einwohner[11]
- 1961: 6 Häuser, 39 Einwohner[12]
- 2001: 12 Gebäude (davon 9 mit Hauptwohnsitz) mit 13 Wohnungen; 35 Einwohner und 1 Nebenwohnsitzfall; 11 Haushalte; 3 Arbeitsstätten, 4 land- und forstwirtschaftliche Betriebe[13]
- 2011: 13 Gebäude, 31 Einwohner, 11 Haushalte, 1 Arbeitsstätte[14]
- 2021: 14 Gebäude, 36 Einwohner, 12 Haushalte, 5 Arbeitsstätten[15]